# Ctenella
Genre
Ctenella est un genre de coraux durs de la famille des Euphylliidae.

## Liste d'espèces
Le genre Ctenella comprend l'espèce suivante :
Selon ITIS (7 décembre 2015) :
- Ctenella chaguis Matthai, 1928 [3]

ou selon NCBI (7 décembre 2015) et World Register of Marine Species (7 décembre 2015):
- Ctenella chagius Matthai, 1928